# Cécile Bart
Pour les articles homonymes, voir Bart.
Cécile Bart, née en 1958 à Dijon (Côte-d'Or), est une artiste peintre et plasticienne française. Elle vit et travaille à Marsannay-la-Côte.

## Biographie
Cécile Bart étudie à l'école nationale supérieure des beaux-arts de Dijon dans les années 1980. Pour ses premiers travaux, elle projette de la lumière sur des écrans de voile transparents. Le vocabulaire de Cécile Bart est en place, projection de couleur, écrans transparents qui reçoivent et diffusent la lumière, le public est partie prenante des dispositifs. Ses œuvres sont inventées en fonction de l'espace dans lequel elles sont présentées.
Elle utilise comme procédé de fabrication un voile de Tergal qu'elle revêt d'une couleur au pinceau. En fonction du nombre de couches, la couleur gagne en intensité et se fait matière. Le voile est ensuite tendu sur un châssis aluminium.
Elle expose pour la première fois en 1989 avec son installation Carder dans la nef du musée d'Art moderne de la Ville de Paris.
Pour le MAC VAL, elle propose cinq éléments de couleurs qui sont autant de cadres. Le public est invité à s'inscrire dans le cadre, donc dans la peinture. Il devient surface qui reçoit la couleur.
En 2004, Cécile Bart emploie pour la première fois du tissu pour Toros, Lisses et Coulisses, sorte de rideaux alternant entre le vide et le plein. Elle utilise la projection de films ou de photos.
En 2017, Cécile Bart propose Silent show au CCCOD de Tours. Cette fois, l'artiste mixte la peinture, le cinéma et la danse. Des séquences de danse sont projetés sur neuf écrans. L'exposition est silencieuse. Les corps des visiteurs se mêlent au corps projetés. L'image est dédoublée et mise en mouvement. Ici, la salle est plongée dans l'obscurité. Dans les œuvres précédentes de Cécile Bart, la lumière naturelle joue un rôle important.

## Collections publiques
- 1 % pour la CASS (Caisse d’action sanitaire et sociale) d’Ivry-sur-Seine, nouvelle construction des architectes XTU Paris, 2008[5]
- Rouge peinture, bleu chantier, Lycée Jean Vilar, Villeneuve-les-Avignon, 2007
- Fenêtres sur cour, Classique T, Hôtel des Chevaliers de Saint-Jean de Jérusalem, DRAC, Toulouse, 2006
- Les Deux Dames, installation, 2005, Dijon, musée des beaux-arts de Dijon
- De l’autre côté, diptyque, deux cartons de tapisserie, Paris, Manufacture des Gobelins, 2002-2005
- Et pluie, le soleil, Maison d’enfants l’Arc-en-Ciel, Thiers, programme Nouveaux Commanditaires de la Fondation de France, 2001-2003
- Peinture d’accompagnement, hôpital Saint-Joseph et Saint-Luc, Lyon, 1998-2001
- Peinture/écran sous verre, Bibliothèque universitaire de Nancy II, 1995
- Profils(3), composé de cinq châssis de format carré, Frac Bretagne, 2001

## Expositions
- 2000 
  - Chassés-tramés, galerie Georges Verney-Carron, Villeurbanne
- 2001 
  - Partitions, galerie Frank, FIAC, Paris
  - Profils, galerie Frank, Paris
  - 153 échantillons, Première Vision le Salon, Parc des expositions de Paris-Nord, Villepinte
- 2002 
  - Première donne, galerie Catherine Issert, Saint-Paul-de-Vence
  - Carrousel, galerie Frank, ArtBrussels
- 2003 
  - Lisses, Carré Sainte-Anne, Montpellier
  - La Ronde, galerie Blancpain-Stepczynski, Genève
  - Kaléidoscope, galerie Frank, Paris
  - Et pluie le soleil, mise en couleur des bâtiments de la maison d'enfants l'Arc-en-ciel[6]
- 2004 
  - Fenêtres sur place, Musée des beaux-arts de Nancy
  - Coulisses, Annecy, l'arteppes-espace d'art contemporain (MJC/Centre social/Maison de l'Enfance)[7], 6 octobre-10 décembre/Musée-château et Espace 34
- 2005 
  - Diagonale, Chapelle de Botlézan, Bégard,
- 2008 
  - Scansions, galerie Catherine Issert, Saint-Paul de Vence
  - Extérieur jour, Faux mouvement, Metz
  - J.R.S. & Co, galerie Guy Ledune, espace Black Box, Bruxelles
- 2009
  - Suspens, FRAC Bourgogne, Dijon
  - Teatrino Suspens, Montage et présentation de la maquette de Suspens 2009 pour le Teatrino Palermo, Le Nouveau Festival, Centre Georges Pompidou
  - Ombres / Lisses, Projection sur l'Hôtel Dieu, Là où je suis n'existe pas, Le Printemps de Septembre, Toulouse
  - Galerie Catherine Issert, Saint-Paul de Vence
- 2010
  - L'hypothèse du fond perdu, Cécile Bart, Espace de l'art concret, château de Mouans, Mouans-Sartoux (Alpes-Maritime)
  - Ouverture, poétique du divers : Rennes (France), Frac Bretagne, 05 juillet 2012-08 juillet 2012
- 2013
  - Moteur, sept peintures écrans transparentes suspendues aux voûtes de la chapelle Jeanne d'Arc à Thouars[8],[9].
- 2017
  - Silent show, CCCOD, Tours[10]
- 2018-2019
  - Effet d'hiver, FRAC Bretagne, Rennes
- 2020
  - Rose Gold, FRAC Franche-Comté, Besançon

## Distinctions
- prix Aurélie-Nemours, 2011[11]